# بوگا (بازیکن)
کایل گیردورف (به انگلیسی: Kyle Giersdorf) که با نام مستعار بوگا (به انگلیسی: Bugha) شناخته می‌شود، است بازیکن آمریکایی و بازیکن حرفه ای ورزش الکترونیک فورتنایت است. او پس از قهرمانی در جام جهانی Fortnite 2019 به شهرت رسید.